# Luiza Pesjak
Pour les articles homonymes, voir Pesjak.
Luiza Pesjak, né le 12 juin 1828 à Laibach, et morte le 1er mars 1898 dans sa ville natale, est une écrivaine, poétesse, traductrice et dramaturge carniolienne.

## Œuvres
- Beatin dnevnik (sl)
- Gorenjski slavček (sl)